# Непразненци
Непразненци е село в Западна България. То се намира в община Брезник, област Перник. 

## География
Село Непразненци се намира в областта Граово на около 50 км. западно от град София, 25 км. северозападно от град Перник и 11 км. югозападно от град Брезник. Селото е разположено от двете страни на пътя между селата Ноевци и Гигинци. От него започва малката река Непразнишка, която в края на село Ноевци става приток на Селска река (Ноевска река), а тя от своя страна е приток на Конска река.

## Редовни събития
- Общоселски събор: първата събота на месец септември. Провежда се в центъра на селото до сградата на кметското наместничество.
- Обичаят „Сурова“: 14 януари.